# Rio Lot

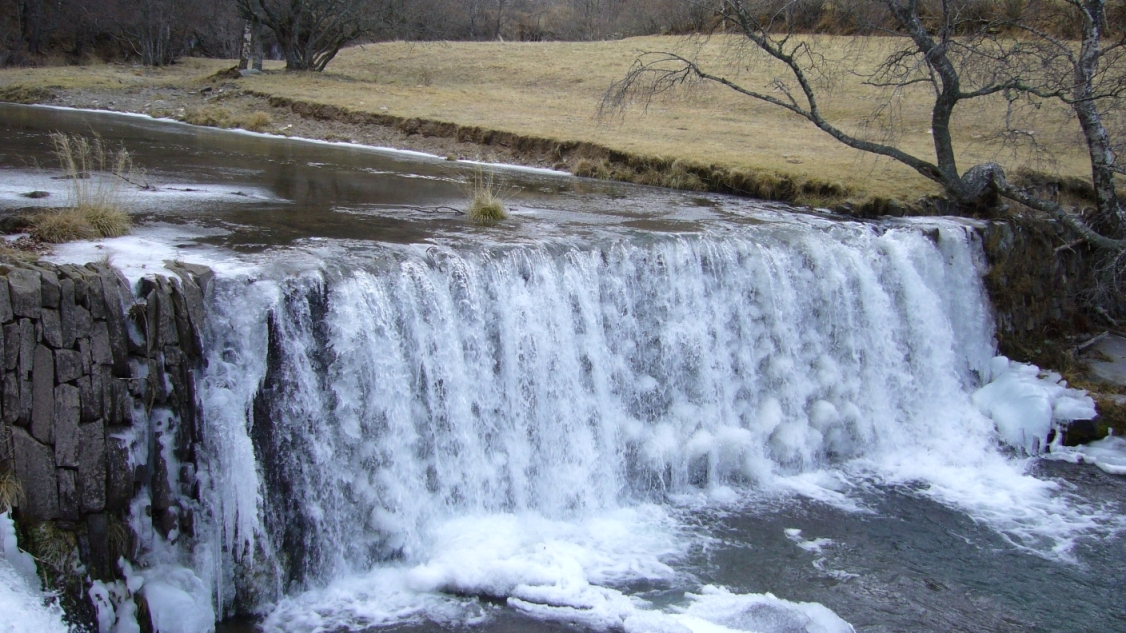
O Lot perto do Monte Lozère, próximo a Saint-Julien-du-Tournel

Lot (em occitano Òlt ou Òut) é um rio francês do Maciço Central. O rio Lot deu seu nome aos departamentos franceses de Lot e Lot-et-Garonne.

## Geografia
O Lot tem sua nascente na face sul da montanha do Goulet (Lozère), a uma altitude aproximada de 1300 m, em uma zona de turfeiras, e desagua no rio Garonne, no Lot-et-Garonne.

## Departamentos e principais cidades atravessadas
- Lozère: Mende, La Canourgue
- Aveyron: Espalion, Saint-Geniez-d'Olt, Capdenac-Gare
- Cantal: só a fronteira deste departamento
- Lot: Cahors, Saint-Cirq-Lapopie, Capdenac-le-Haut, Cajarc,
- Lot-et-Garonne: Fumel, Villeneuve-sur-Lot, Aiguillon

## Principais afluentes

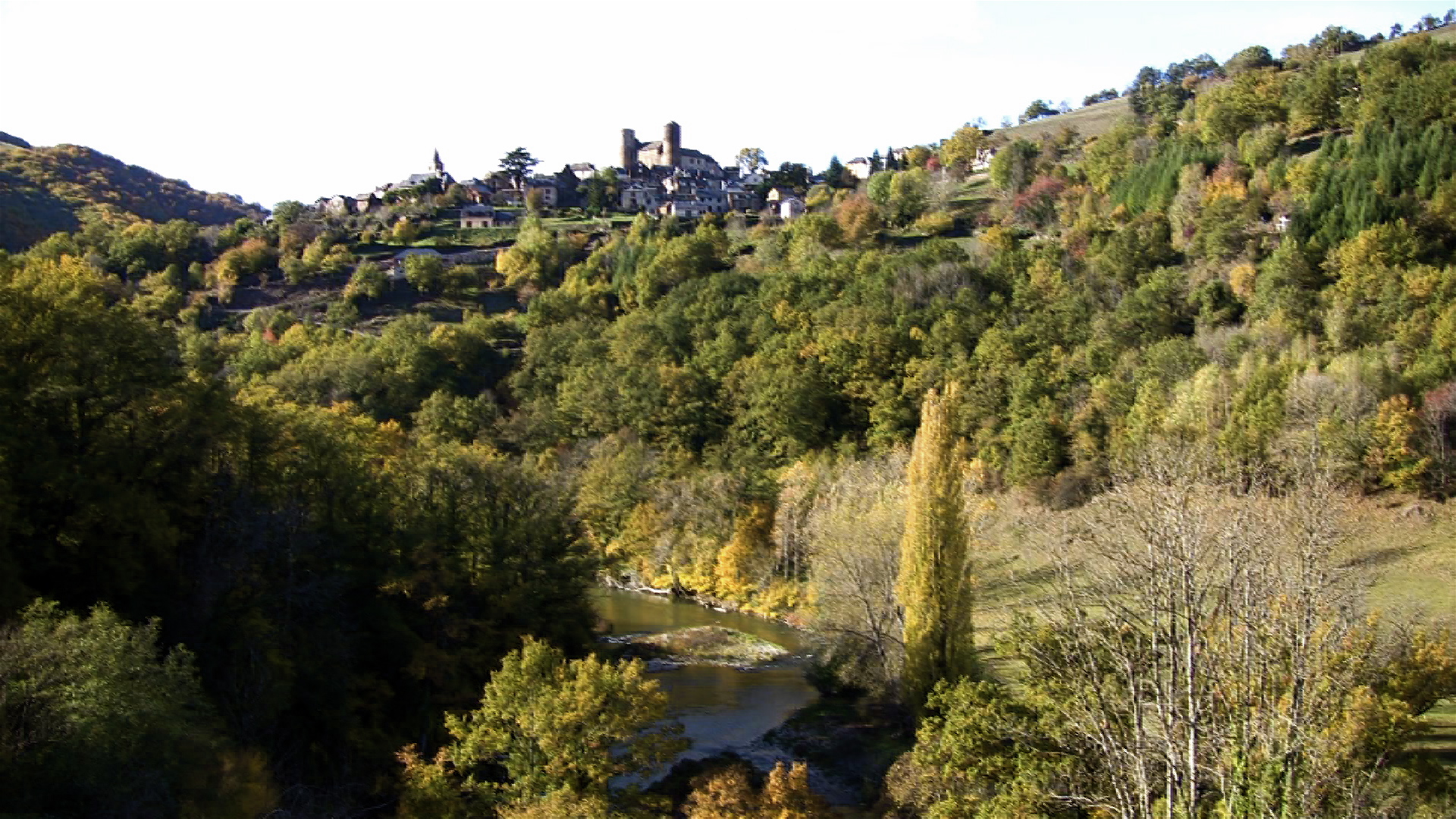
Vale do Lot em Pomayrols (Aveyron)

| - Bouisset - Esclancide - Bramont - Colagne - Doulou | - Boralde de Saint-Chély-d'Aubrac - Boralde de Flaujac - Truyère - Coussanne - Dourdou de Conques | - Riou mort - Diège - Célé - Vers - Vert | - Bartassec - Thèze - Lémance - Boudouyssou - Lède |